# Senny Mayulu
Pour les articles homonymes, voir Mayulu.
Senny Mayulu, né le 17 mai 2006 au Blanc-Mesnil en France, est un footballeur français qui évolue au poste de milieu offensif ou de milieu relayeur au Paris Saint-Germain. Il a été formé à l'académie de Saint-Denis, pendant 2 ans avant de continuer sa formation à l'Académie d'Epinay-sur-Seine pendant 6 ans. 
Formé au Paris Saint-Germain dont il fait partie des grands espoirs notamment avec Warren Zaïre-Emery,, il y remporte plusieurs titres dont deux titres de champion de France et la Ligue des champions 2025 pendant laquelle il marque un but en finale.

## Biographie

### Jeunesse et formation
Né au Blanc-Mesnil en France, d’une mère congolaise Senny Mayulu commence le football à l'US Saint-Denis puis à l'AF Épinay-sur-Seine. En 2020, il rejoint le Paris Saint-Germain, où il signe un contrat aspirant en 2021.
Le 25 octobre 2023, il marque un but décisif contre l'AC Milan en Youth League lors d'une victoire un but à zéro.

### Paris Saint-Germain
Le 14 novembre 2023, il est appelé pour la première fois en équipe première par Luis Enrique pour s'entraîner,. Le 7 janvier 2024, il fait ses débuts professionnels en Coupe de France face à l'US Revel lors d'une victoire neuf buts à zéro, puis inscrit son premier but, le 20 janvier suivant, en seizièmes de finale lors d'une victoire quatre à zéro face à l'US Orléans,. Le 17 mars 2024, Mayulu fait sa première apparition en Ligue 1, lors d'une victoire six buts à deux face au Montpellier HSC,. Il remporte son premier titre en étant est sacré champion de France 2023-2024. Le 20 mai 2024, le Paris Saint-Germain annonce la signature de son premier contrat professionnel, qui le lie au club jusqu'en 2027. Il portera alors le numéro 24.
Il inscrit son premier but en Ligue 1 (son deuxième en pro) contre le Racing Club de Strasbourg le 19 octobre 2024. Début 2025, il entre en jeu lors du Trophée des champions remporté face à l'AS Monaco. Entrant en cours de jeu, il inscrit son premier but en Ligue des champions face au Stade brestois le 19 février 2025. Après avoir été sacré champion de France pour la seconde fois puis remporté la Coupe de France en entrant en jeu lors de la finale contre le Stade de Reims, il remporte la Ligue des champions de l'UEFA 2024-2025 en inscrivant le 5e et dernier but de la finale, après être rentré en cours de jeu. Il permet notamment au Paris Saint-Germain d’établir le record de la plus large victoire dans une finale de Ligue des Champions, et devient à 19 ans et 14 jours le 3e plus jeune buteur dans une finale de C1 derrière Patrick Kluivert en 1995 avec l'Ajax Amsterdam (18 ans et 327 jours) et Brian Kidd en 1968 avec Manchester United (19 ans).

### En sélection
International français en moins de 18 ans, Senny Mayulu a remporté le Tournoi international de Limoges 2023.
En mars 2024, il est appelé chez les moins de 19 ans par Bernard Diomède.

## Statistiques
| Saison                | Club                  | Championnat           | Championnat | Championnat | Championnat | Coupe(s) nationale(s) | Coupe(s) nationale(s) | Coupe(s) nationale(s) | Supercoupe | Supercoupe | Supercoupe | Compétition(s) continentale(s) | Compétition(s) continentale(s) | Compétition(s) continentale(s) | Compétition(s) continentale(s) | Coupe du monde des clubs | Coupe du monde des clubs | Coupe du monde des clubs | Total | Total | Total |
| Saison                | Club                  | Division              | M.          | B.          | P.d.        | M.                    | B.                    | P.d.                  | M.         | B.         | P.d.       | Comp.                          | M.                             | B.                             | P.d.                           | M.                       | B.                       | P.d.                     | M.    | B.    | P.d.  |
| 2023-2024             | Paris Saint-Germain   | Ligue 1               | 8           | 0           | 1           | 2                     | 1                     | 0                     | -          | -          | -          | C1                             | 0                              | 0                              | 0                              | -                        | -                        | -                        | 10    | 1     | 1     |
| 2024-2025             | Paris Saint-Germain   | Ligue 1               | 20          | 2           | 2           | 4                     | 1                     | 1                     | 1          | 0          | 0          | C1                             | 4                              | 2                              | 0                              | 5                        | 1                        | 0                        | 34    | 6     | 3     |
| Total sur la carrière | Total sur la carrière | Total sur la carrière | 28          | 2           | 3           | 6                     | 2                     | 1                     | 1          | 0          | 0          | -                              | 4                              | 2                              | 0                              | 5                        | 1                        | 0                        | 44    | 7     | 4     |

## Palmarès

### En club
| Paris Saint-Germain |
| --- |
| - Ligue des champions (1) - Vainqueur : 2025 - Championnat de France (2) - Champion en 2024 et 2025 - Coupe de France (1) : - Vainqueur en 2025 - Trophée des champions (1) : - Vainqueur en 2024 - Coupe du monde des clubs : - Finaliste en 2025 |

### Distinction personnelle
- Élu Titi d'or 2023[18].

## Vie privée
Son frère aîné, Fally Mayulu, est également footballeur professionnel en Autriche. Son frère cadet Emany Mayulu est au centre de formation de l’Olympique lyonnais. 